# Zhao Wei (cestista)
Zhao Wei (趙薇S, Zhào WēiP; 6 marzo 1963) è un'ex cestista cinese.

## Carriera
Con la Cina ha disputato i Giochi olimpici di Seul 1988.